# Zeichenbrett (Animation)
Das Zeichenbrett eines Animators besteht aus einer Arbeitsplatte, die in beliebigem Winkel geneigt arretiert werden kann, um mit entspannter Handhaltung arbeiten zu können. In der Mitte dieser Platte befindet sich ein kreisrunder Ausschnitt und in diesem die eigentliche „Animation Disc“, eine kreisrunde Scheibe entweder komplett aus milchigem Kunststoff, oder aus Metall oder Holz mit einem rechteckigen Ausschnitt, in dem die Kunststoffscheibe steckt. Über und/oder unter diesem Ausschnitt befinden sich die Registrierschienen („pegbar“), auf deren Passstifte das gelochte Papier gesteckt wird. Unter der Scheibe befindet sich eine Lampe wie bei einem Leuchttisch.
Die Scheibe ist drehbar, damit vor allem bei der Reinzeichnung („clean up“) der Zeichner einen Bogen in möglichst jeder Richtung elegant in einem Zug zeichnen kann. Die Lampe unter der Scheibe wird nur eingeschaltet, um Zeichnungen durchzupausen. Die eigentliche Animation wird ohne Hintergrundbeleuchtung ausgeführt. Das Zeichenpapier ist etwa 70 g schwer, nicht etwa transparent, sondern nur halbdurchscheinend. Eine gezeichnete Bewegung überprüft der Animator durch „flippen“: er nimmt zwei oder mehr Blätter zwischen die Finger einer Hand und bewegt diese fächerförmig, dabei schaut er von oben in den Papierfächer hinein und sieht die Bewegung wie bei einem Daumenkino.
Die Pegbar oder Registrierschiene dient dazu, sämtliche gezeichneten Elemente (Animation, Hintergrund etc.) einer Szene in der richtigen Position zueinander zu fixieren. Die Abmessungen ihrer Passstifte bzw. die dazu passende Lochung sind zwar nicht genormt, doch innerhalb Europas und Nordamerikas dieselben (wird als ACME Standard bezeichnet). Russische und frühere Ostblockstudios verwenden andere Abmessungen.
Es existieren Kombinationen aus Flachbildschirm und Grafiktablett, die es dem Animator ermöglichen, volldigital zu arbeiten, aber dabei die gute Ergonomie eines Zeichenbrettes beizubehalten.